# Belgin
Belgin ist ein türkischer weiblicher Vorname mit der Bedeutung „heiter, hell; klar, deutlich“ (engl. clear), der auch als Familienname auftritt.

## Namensträger

### Vorname
- Belgin Doruk (1936–1995), türkische Schauspielerin

### Familienname
- Tayfun Belgin (* 1956), deutscher Museumsdirektor und Kunsthistoriker türkischer Herkunft